# Exechia unifasciata
Exechia unifasciata är en tvåvingeart som beskrevs av Paul Lackschewitz 1937. Exechia unifasciata ingår i släktet Exechia och familjen svampmyggor. Arten är reproducerande i Sverige. Inga underarter finns listade i Catalogue of Life.